# Театр в Йозефштадте
Театр в Йозефштадте (нем. Theater in der Josefstadt) — театр  в Вене, старейший из сохранившихся театральных площадок австрийской столицы, расположен в 8-м районе Вены. История театра связана с такими великими именами, как Людвиг ван Бетховен, Рихард Вагнер, Иоганн Нестрой, Фердинанд Раймунд и Иоганн Штраус-старший.

## История
Театр был основан в 1788 году, что делает его старейшим театром Вены из действующих в настоящее время. Наряду с Театром-ин-дер-Леопольдштадт и Театром-ауф-дер-Виден он принадлежал к венским пригородным театрам. В просторечии его также называют Йозефштадт. Одноименный пригород был включен в состав Вены в 1850 году.
История театра связана с громкими именами музыкального мира: здесь дирижировали Людвиг ван Бетховен и Рихард Вагнер, Иоганн Нестрой и Фердинанд Раймунд были связаны с «Йозефштадтом» как актеры и поэты старого Венского фолькстеатра, в котором играл Иоганн Штраус (отец). В 1814 году Фердинанд Раймунд дебютировал в Вене в Театре дер Йозефштадт в роли Франца Моора в драме Фридриха Шиллера «Разбойники».
С течением времени зал перестал вмещать всех желающих посетить театр, его здание было перестроено. В 1822 году под руководством Йозефа Корнхойзеля новое здание было открыто исполнением увертюры Бетховена «Освящение дома». Молодой Вильгельм Рейлинг работал капельмейстером в театре с 1828 по 1829 год, и здесь состоялась премьера его первых музыкальных театральных работ . В 1829 году Иоганн Нестрой дебютировал в Йозефштадте (после выступлений в Придворной опере, в Амстердаме и Граце) как актер и драматург спектаклем «Изгнание из волшебного королевства» или «Тридцать лет из жизни тряпки». В период с 1820 по 1840 год в Вене в Йозефштадте состоялась премьера ряда итальянских и французских опер (среди которых были произведения Мейербера, Гаэтано Доницетти и Винченцо Беллини), и временами дом конкурировал с придворным Кернтнертортеатр у Каринтийских ворот. 13 января 1834 года романтическая опера «Das Nachtlager» в Гранаде была представлена Конрадином Крейцером, который служил капельмейстером театра с 1833 по 1836 год. 20 февраля 1834 года состоялась премьера пьесы Фердинанда Раймунда Der Verschwender с поэтом в роли Валентина (на музыку Конрадина Крейцера). В Йозефштадте в 1835 году состоялась венская премьера «романтической волшебной оперы» Крейцера «Мелюзина» по либретто Франца Грилпарцера. В том же году здесь состоялась премьера единственного произведения Эдуарда фон Бауэрнфельда для народного театра «Фортунат».
В Йозефштадте 14 января 1847 года Людвиг Дёблер впервые продемонстрировал движущиеся картинки с помощью так называемой Laterna magica, изобретения тирольского математика и натуралиста Симона Штампфера . С 1840 по 1860 год в театре выступали известные танцовщицы Фанни Эльслер и испанка Пепита де Олива. 17 декабря 1907 года здесь состоялась премьера оперетты «Die Försterchristl» Георга Ярно, брата тогдашнего театрального директора Йозефа Ярно, с его женой Йоханной Нисе в главной роли. Премьера на немецком языке пьесы Ференца Мольнара «Лилиом» с Йозефом Ярно в главной роли 28 февраля 1913 года положила начало её всемирной популярности.
В 1923 году Камилло Кастильони профинансировал приобретение и реконструкцию театра в Йозефштадте (Strüßelsäle, включая отель рядом с ним)  для Макса Рейнхардта. Открытие театра в управлении Рейнхардта состоялось 1 апреля 1924 года. Райнхардт был движущей силой Зальцбургского фестиваля и в то же время руководил театром в Берлине. Поэтому вскоре он назначил в «Йозефштадте» заместителей директора, в том числе Отто Премингера. После того, как Гитлер пришел к власти в Германии в 1933 году, он в течение двух лет сосредоточился на своей деятельности в Австрии, но с 1935 года готовился к переезду в США (1937).
Во время Второй мировой войны венские театры были закрыты до августа 1944 года. В апреле 1945 года советская оккупационная администрация приняла решение о скорейшем восстановлении культурной жизни города. Городской советник по культуре Виктор Матейка внес большой вклад в возобновление работы четырех венских театров, открытых с 1 мая 1945 года, одним из которых был Театр дер Йозефштадт. Здесь возобновилась пьеса Мартина Коста «Дер Хофрат Гейгер», впервые было указано настоящее имя автора, которому было запрещено писать во времена нацизма.
В 1948 и 1949 годах на специально созданной киностудии были сняты два художественных фильма. Так Рудольф Штайнбок поставил фильмы «Другая жизнь» в 1948 году и «Дорогая подруга» в 1949 году. В обеих картинах можно было увидеть звезд театра того времени, в том числе актрису Вильму Дегишер.
С 1946 по 1950 год труппа театра использовала «Домик» на Лилиенгассе как студийную сцену.  В 1949 году была открыта сцена театра Каммершпиле. В 1950-1960-х годах театр (вместе с другими известными венскими театрами) Театр в Йозефштадте участвовал в так называемом Брехтовском бойкоте. С 1990 по конец 2000 года театр Рабенхоф использовался в качестве второй сцены Йозефштадта. 1 сентября 2016 года в театре под руководством Герберта Феттингера состоялась премьера раннего произведения Одона фон Хорвата «Никто не найден».